# Spilosoma depuncta
Spilosoma depuncta là một loài bướm đêm thuộc phân họ Arctiinae, họ Erebidae.